# Isuzu Ascender
Der Isuzu Ascender war ein SUV, das ab 2003 von General Motors in den USA gefertigt wurde. Zunächst gab es nur eine 7-Sitzer-Variante, die den Isuzu Trooper ersetzte und im Grunde ein GMC Envoy mit Isuzu-Firmenzeichen war. Im Modelljahr 2005 wurde auch ein 5-Sitzer als Nachfolger der Modelle Rodeo und Axiom vorgestellt. Ab diesem Jahr gab es auch einen V8 mit Zylinderabschaltung. Einst bot Isuzu eine komplette Modellpalette von PKWs, LKWs und SUVs an, aber der Ascender war nun der letzte Personenwagen der Marke, der in den USA zum Verkauf stand, bis die auch schlecht verkäufliche i-Serie eingeführt wurde. Ein Verkauf des Ascender in Kanada kam nicht in Frage, da sich Isuzu aus diesem Markt bereits zurückgezogen hatte.

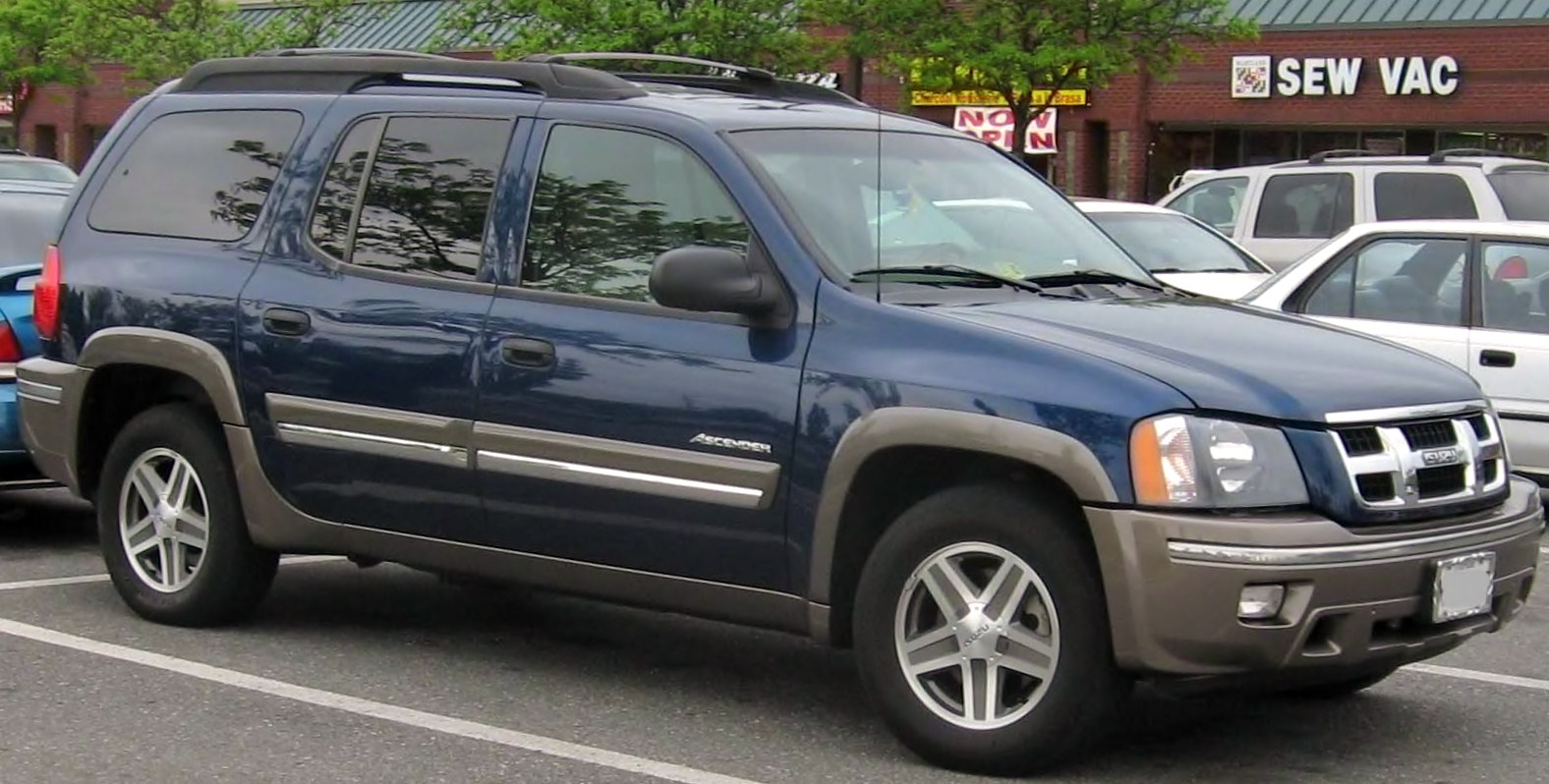
Isuzu Ascender mit sieben Sitzplätzen

Der Ascender ist der einzige der sechs mittelgroßen SUVs, der nicht von einer 100%igen GM-Marke gefertigt wurde, da Isuzu bis Frühjahr 2006 nur teilweise GM gehörte. Der 7-sitzige Ascender wurde ab 2007 nicht mehr angeboten und auch den V8-Motor gibt es nicht mehr. Artikel in Automagazinen warnen die Käufer vor einem dünnen Händlernetz für Garantiereparaturen und das Kelley Blue Book nennt einen relativ geringen Wiederverkaufswert, ähnlich wie beim Chevrolet TrailBlazer. Aber Isuzu bietet eine 7-Jahres-/75.000-Meilen-Garantie für den Antriebsstrang und verschiedene andere Garantieleistungen an.
Die Fertigung des Ascender wurde von General Motors am 6. Juni 2008 eingestellt, da sich Isuzu ganz aus dem US-Markt zurückzog.
Motoren:
- 2003–2008: 4,2-l-R6, 4160 cm³, 270 PS (205 kW) bei 6000 min−1
- 2003–2004: 5,3-l-V8, 5328 cm³, 285–295 PS (213–220 kW)
- 2005–2007: 5,3-l-V8 mit Zylinderabschaltung, 5328 cm³, 285–295 PS (213–220 kW)